# Привучени
Привучени или Велики цртани Брат (енгл. Drawn Together) је америчка анимирана телевизијска серија за одрасле која се емитовала од 27. октобра 2004. до 14. новембра 2007. године на Comedy Central. Творци серије су Дејв Џесер и Мет Силверштајн и користи комедија ситуације формат са ријалити-шоу поставком.
Осам ликова серије су комбинације личности које су биле препознатљиве и познате пре серије. Међутим, Привучени користе карикатуре успостављених цртаних ликова и акцијских ликова. У додатку, њихове карактерне карактеристике пародирају врсте личности које се обично виде у ријалити-шоуу.
Comedy Central ју је рекламирао као прву анимирану ријалити-шоу серију, и у неким епизодама, ликови учествују у изазовима који су слични изазовима у ријалити-шоуу, мада је премиса углавном одбачена у каснијим епизодама.
Након три сезоне, серија је отказана. Накнадно, 20. априла 2010. године је изашао direct-to-video филм и финале серије, Привучени филм: Филм!.
У Србији се серија емитовала на Comedy Central Extra, титлована на српски језик. Титлове је радио студио SDI Media.

## Радња
Комеди сентрал је приказивао ову серију под слоганом „први анимирани ријалити-шоу икада“.
Слично као серија „Пријатељи”, „Привучени” има више главних јунака од којих се нико од њих не намеће више од других. Свако од тих осам јунака представља лик из неке области из света анимираног филма, и хумор у серији се базира на њиховим разликама.
Серија је по свом садржају намењена одраслој публици због свог често експлицитног садржаја који укључује псовање, голотињу и насиље; приликом емитовања на ТВ неки детаљи су цензурисани док DVD издања немају никакву цензуру.
Епизоде се често дотичу разних табу тема као што су хомосексуалност, бисексуалност, мастурбација, инцест, расизам, хомофобија, антисемитизам и друге. У многим епизодама се, као гости, појављују ликови из других анимираних серија и филмова, који су некад намерно другачије нацртани или замагљених лица због ауторских права. Такође, постоји доста сцена које пародирају неке познате сцене из разних филмова и серија.

## Ликови
- Принцеза Клара (енгл. Princess Clara) - пародија на Дизнијеве принцезе. Лаковерна је, веома религиозна, а често даје и расистичке изјаве, више због тога што је тако подизана у својој краљевској породици него што заиста тако мисли.
- Вулдор Сокбат (енгл. Wooldoor Sockbat) - необичан жути створ са крилима на глави, великим наранџастим носем и чарапама. Он је представник цртаних серија са необичним створењима какве су „Сунђер Боб Коцкалоне” и „Рен и Стимпи”. Прилично откачен али у суштини добронамеран, Вулдор има различите улоге током серије - од несносног створа који свима иде на живце па све до улоге професора или психијатра када је то потребно.
- Фокси Лав (енгл. Foxxy Love) - тамнопута девојка препознатљива по оскудном одевању, бритком језику, промискуитетности, као и по качкету са лисичјим ушима и лисичјим репом заденутим позади (због имена које долази од енглеске речи fox што значи „лисица“). По занимању је музичар и решавач мистерија. По природи је дрска али разборита. Вулдор је једном приликом за њу рекао да је „једина у кући која није комплетно ретардирана“.
- Тут Браунстин (енгл. Toot Braunstein) - секс симбол анимираних филмова из '20-их, нацртана у црно-белој техници. Њен лик је пародија на цртане јунаке из тог времена, првенствено Бети Буп. Током времена није остарјела, али се угојила. Има веома добар апетит и у стању је да, осим хране, једе и многе друге ствари, као што су телевизор, мобилни телефон или чак друге људе, па и своје укућане.
- Линг-Линг (енгл. Ling-Ling) - азијско борбено створење. Изгледом највише подсећа на Пикачуа из Покемона, с том разликом што је наранџасте боје. Он говори некаквим исквареним јапанским језиком, за који су готово увек дати енглески титлови. За његов лик су везани многи мотиви из јапанских аниме цртаних филмова. Највећа окупација су му борба против других чудовишта.
- Зендер (енгл. Xandir) - јунак из видео-игара. Његов лик је највише инспирисан Линком из игре Зелда. На почетку серије је стално понављао како је у „бескрајној потрази да спасе своју девојку“; међутим, убрзо се испоставило да је он у ствари геј. Као такав, он, осим јунака видео-игара, представља и већину геј стереотипа.
- Спенки Хем (енгл. Spanky Ham) - прасац који је представник тзв. интернет флеш анимираних филмова. Он је „стручњак“ за тоалетни хумор и већина хумора везаног за његов лик је овог карактера.
- Капетан Херој (енгл. Captain Hero) - пародија на суперхероје из америчких стрипова, првенствено Супермена. Поседује неке супер-моћи као што су вештина летења и рендгенски вид, али у суштини је неспособан и ограничен.

## Занимљивости о глумачкој екипи
- Иако у серији постоји осморо главних ликова, људи који им дају гласове има седам. То је зато што Тара Стронг даје глас двема јунакињама - принцези Клари и Тут.
- Адам Карола је једини од њих седморо коме позајмљивање гласа цртаним ликовима није преокупација. Док се остало шесторо готово искључиво баве тиме, Адам је своју каријеру изградио као глумац и водитељ радио емисије „Адам Карола Шоу”. Позајмљивање гласа му је тек једна од области којима се бави.
- Линг-Лингу, који је мушко, глас даје жена, Еби Мекбрајд.
- Џек Плотник, који даје глас хомосексуалцу Зендеру, и сам је хомосексуалац.
- Тара Стронг и Кри Самер се познају од детињства и заједно су сарађивале у многим пројектима, дајући гласове јунацима у бројним анимираним филмовима и серијама, углавном дечјим. „Привучени” је једна од ретких серија за одрасле у којој оне дају гласове.

## Отказивање серије
Након три сезоне и 36 епизода, саопштено је да је серија прекинута. Међутим, у јулу 2009. је саоштено да се ради на дугометражном филму који ће бити објављен директно на DVD-ју. Филм се најзад појавио 20. априла 2010. под називом The Drawn Together Movie: The Movie! и у року од једног дана су распродати сви примерци са сајта Амазон, као и серија блу-реј дискова која се продавала на Best Buy-у. Аутори серије су на својој Фејсбук страници написали да будућност серије зависи од продаје DVD-јева, али на крају никада није обновљена за продукцију.